# Aich, Špital ob Dravi
Aich je naselje v Občini Špital ob Dravi v Okraju Špital ob Dravi  na Koroškem v Avstriji.